# 残ってる
「残ってる」（のこってる）は、日本のシンガー・ソングライター吉澤嘉代子の2ndシングル。2017年10月4日に日本クラウンから発売された。

## 概要
前作「月曜日戦争」から約5ヶ月ぶりのシングルで、通常盤と初回生産限定盤の2形態での発売。CD発売に先駆け、2017年8月2日から「怪盗メタモルフォーゼ -CM Version-」が先行配信され、同年9月20日からは「残ってる」の配信もスタートした。
CDにはタイトル曲「残ってる」の他、カップリングに吉澤の歌と伊澤一葉（the HIATUS）のピアノによる表題曲の別バージョン「残ってる -ピアノと歌-」と、資生堂「インクストローク アイライナー」のWeb CMソングとして書き下ろした「怪盗メタモルフォーゼ」のCMバージョンも収録。
表題曲「残ってる」は、ゴンドウトモヒコ（METAFIVE）がサウンドプロデュースを担当した。夏から秋にかけて季節に取り残されてしまった女性を主人公にしたバラードで、以前からライブで披露され、ファンから音源化が熱望されていたナンバーだった。そのミュージック・ビデオには吉澤のオファーによりファッション雑誌「装苑」専属モデルのモトーラ世理奈が主演として登場し、楽曲の主人公である朝帰りの女の子を演じている。
「楽曲を聴いた人が主人公になってほしい。その人の恋を投影してもらえたら」という吉澤の思いから、ジャケットでは吉澤の顔ではなく後頭部を写した写真が使用されている。
初回限定盤には、同年5月に東京国際フォーラムで開催された全国ツアー「獣ツアー 2017」の東京公演の模様をほぼ全編にわたって収めたDVDが付属する。

## 収録曲

### CD
| 全作詞・作曲: 吉澤嘉代子。 |                                                 |            |            |                  |      |
| #                          | タイトル                                        | 作詞       | 作曲・編曲 | 編曲             | 時間 |
| 1.                         | 「残ってる」                                    | 吉澤嘉代子 | 吉澤嘉代子 | ゴンドウトモヒコ | 4:03 |
| 2.                         | 「残ってる -ピアノと歌-」(ピアノ演奏：伊澤一葉) | 吉澤嘉代子 | 吉澤嘉代子 |                  | 4:43 |
| 3.                         | 「怪盗メタモルフォーゼ -CM Version-」           | 吉澤嘉代子 | 吉澤嘉代子 | 柏崎三十郎       | 2:11 |

### DVD（初回限定盤のみ）
| #   | タイトル                     | 作詞 | 作曲・編曲 |
| --- | ---------------------------- | ---- | ---------- |
| 1.  | 「ユートピア」               |      |            |
| 2.  | 「ラブラブ」                 |      |            |
| 3.  | 「ねえ中学生」               |      |            |
| 4.  | 「らりるれりん」             |      |            |
| 5.  | 「えらばれし子供たちの密話」 |      |            |
| 6.  | 「屋根裏」                   |      |            |
| 7.  | 「人魚」                     |      |            |
| 8.  | 「綺麗」                     |      |            |
| 9.  | 「地獄タクシー」             |      |            |
| 10. | 「麻婆」                     |      |            |
| 11. | 「カフェテリア」             |      |            |
| 12. | 「ぶらんこ乗り」             |      |            |
| 13. | 「一角獣」                   |      |            |
| 14. | 「月曜日戦争 -ENCORE-」      |      |            |
| 15. | 「フレフレフラレ -ENCORE-」  |      |            |

## タイアップ
| 曲名                                  | タイアップ                                          |
| ------------------------------------- | --------------------------------------------------- |
| 「怪盗メタモルフォーゼ -CM Version-」 | 資生堂「インクストローク アイライナー」Web CMソング |